# David Fleurival
David Fleurival (Vitry-sur-Seine, 19 febbraio 1984) è un calciatore francese, centrocampista del Forward Morges.

## Carriera

### Club
Cresciuto nelle giovanili del Tours, dove divenne il capitano del club, si trasferì in Portogallo nel 2007, giocando per il Boavista, successivamente è passato al R.A.E.C. Mons, nel Campionato belga, per poi ritornare nella Ligue 1 in Francia al Metz.
Dopo aver giocato in Grecia, in Polonia e in Belgio, nell'estate 2016 ha firmato un contratto biennale con il Differdange.

### Nazionale
Con la Guadalupa ha giocato 10 partite, partecipando alla CONCACAF Gold Cup 2007, competizione nella quale la selezione del Dipartimento d'Oltremare francese si classificò al terzo posto ex aequo con il Canada dopo aver perso per 1-0 contro il Messico il semifinale.